# 제임스 워델 알렉산더
제임스 워델 알렉산더 2세(영어: James Waddell Alexander Ⅱ IPA: [d͡ʒeɪmz wəˈdɛl ˌælɨɡˈzændɚ ðə ˈsɛkənd], 1888 ~ 1971)는 미국의 수학자다.

## 생애
1888년 9월 19일에 태어났다. 아버지 존 화이트 알렉산더(영어: John White Alexander, 1856~1915)는 화가였으며, 어머니는 엘리자베스 알렉산더(영어: Elizabeth Alexander)였다. 알렉산더 가문은 프린스턴에서 오래된 부유한 가문이었고, 알렉산더의 부계 할아버지 제임스 워델 알렉산더 1세(영어: James Waddell Alexander Ⅰ)는 보험 회사의 사장이었다.
1917년에 러시아인 나탈리아 레비츠카야(Natalia Levitzkaja)와 결혼하였고, 알렉산더 부부는 프랑스에서 여가를 자주 즐겼다.
위상수학의 각종 분야에 공헌하였고, 최초의 매듭 다항식인 알렉산더 다항식을 발견하였다. 또한, 알렉산더는 이름있는 산악가였고, 스위스 알프스산맥과 콜로라도주 로키산맥을 즐겨 등반하였다. 프린스턴 대학교에서는 학교 건물을 자주 즐겨 등반하였고, 출근할 때 개인 사무실을 벽을 타서 들어갔다고 한다.
말년에는 은둔자가 되었다. 정치적으로 사회주의적인 성향을 가졌던 알렉산더는 매카시즘에 휘말려 비난받게 되었고, 1954년 이후에는 집 밖을 나가지 않았다. 1971년 9월 23일 사망하였다.

## 같이 보기
- 알렉산더의 뿔 달린 구
- 알렉산더 다항식
- 알렉산더 쌍대성

## 참고 문헌
- James, I. M. (2001). “Portrait of Alexander (1888–1971)”. 《Bulletin of the American Mathematical Society》 38 (2): 123–129. doi:10.1090/S0273-0979-01-00893-X.
- Cohen, Leon W. (1973). “James Waddell Alexander (1888–1971)”. 《Bulletin of the American Mathematical Society》 79 (5): 900—903. doi:10.1090/S0002-9904-1973-13253-7. MR 0316205. Zbl 0267.01019.